# Rolf Bielau
Rolf Bielau (* 12. Oktober 1948 in Köthen; † 5. April 2022 in Quedlinburg) war ein deutscher Pflanzenzüchter und Heimatforscher. Bekannt wurde er u. a. durch Züchtung von Gewächshaustomaten und Sommerblumen, insbesondere geht auf ihn die Züchtung der Tomatensorten Bodeglut und Ines zurück.

## Leben und Wirken
Bielau besuchte die Erweiterte Oberschule in Köthen. Er studierte Pflanzenproduktion/Pflanzenzüchtung an der Martin-Luther-Universität Halle-Wittenberg. Dort promovierte er 1974 zum Dr. agr. Das Thema seiner Dissertation lautete Untersuchungen zur Ausnutzung der Langgriffligkeit bei der Hybridzüchtung von Buschtomaten (Lycopersicon esculentum convar. fructicosum Lehm.). Danach betätigte er sich vor allem in der Pflanzenzüchtung. So war er nach 1974 am Institut für Züchtungsforschung in Quedlinburg Mitarbeiter des sehr erfolgreichen Gemüsezüchters Friedrich Fabig und später in mehreren Zuchtbetrieben tätig. Er züchtete mehrere Gewächshaustomatensorten und über 40 Sommerblumensorten.
In seiner Freizeit betätigte sich Bielau u. a. in der Interessengemeinschaft Saatguttradition, als Vorsitzender des Freundeskreises der Kreisbibliothek in Quedlinburg e. V. und im Harz-Verein für Geschichte und Altertumskunde e. V. Er referierte dort u. a. anlässlich des 150. Vereinsjubiläums im Rathaus Wernigerode. Sein letztes Werk ist ein Aufsatz anlässlich der 1.100-jährigen urkundlichen Ersterwähnung Quedlinburgs, der posthum in der Harz-Zeitschrift 2022 mit dem Titel Die Quedlinburger Feldflur im Wandel der letzten 300 Jahre. Besonderheiten und Flurnamen erscheinen wird. Daneben hatte er sich zuletzt für die Anlegung eines Quedlinburger Züchterpfades eingesetzt, der Anfang Juli 2021 durch ihn eröffnet wurde.

## Publikationen (Auswahl)
- Untersuchungen zur Ausnutzung der Langgriffligkeit bei der Hybridzüchtung von Buschtomaten (Lycopersicon esculentum convar. fructicosum Lehm.), Halle/Saale, 1974.
- Die Gemüsezüchtung im Institut für Pflanzenzüchtung. In: Mitteldeutsche Zeitung, Januar 2013, 3 Folgen.
- Lobbyarbeit für die Bibliothek, Interessenvertretungder Nutzer, Plattform für bürgerschaftliches Engagement. Humboldt-Universität zu Berlin, Berlin, 2017.
- (mit anderen Autoren): Freundeskreise und Fördervereine. Humboldt-Universität zu Berlin, Berlin, 2017.
- Harzer und Köthener Zuckerfabriken. Ein Beitrag zur regionalen Industriegeschichte. VS-Verlag, Köthen, 2020.
- 250 Jahre Samenzucht in Quedlinburg. In: Neuigkeiten der Welterbestadt Quedlinburg vom 18. März 2021.
- Mitteldeutsche Zeitung (Hrsg.): Kriegsgefangene. Saatgutfirmen beschäftigt Polen und Ukrainerinnen. Quedlinburg 22. Juli 2019 (mz-web.de [abgerufen am 20. Juni 2022]).